# Bagginswood
Bagginswood – wieś w Anglii, w hrabstwie Shropshire. Leży 38 km na południowy wschód od miasta Shrewsbury i 190 km na północny zachód od Londynu.